# Satyr Cabotův
Satyr Cabotův (Tragopan caboti) je druh hrabavého ptáka z čeledi bažantovitých.
Stejně jako u jiných druhů hrabavých, i u satyra Cabotova se vyskytuje pohlavní dvojtvárnost. Samec je barevnější (výrazné oranžové tváře) a větší. Dosahuje délky až 61 cm, zatímco samice dorůstají 50 cm. To se projevuje i ve váze, když maximum u samců se uvádí na 1,4 kg, přitom samice váží do 0,9 kg.
Satyr Cabotův se vyskytuje pouze na jihovýchodě Číny (patří mezi tzv. endemity), a to v horských oblastech od 600 do 1800 m n. m. Jeho stavy se odhadují na pět tisíc jedinců. V rámci kategorizace ohrožení IUCN je řazen do kategorie Zranitelní.
Živí se rostlinami, a to jak kořínky, tak listy, pupeny či plody. Někdy sní také bezobratlé živočichy.
Hnízdo mají umístěné na stromě ve výšce 2,4 až 10 metrů. Satyrové jej budují z listů, travin, mechu či kapradin. V některých případech využívají také hnízda jiných druhů ptáků. O dvě až čtyři vejce (inkubační doba 28 dní) a následně mláďata se stará pouze samice. Pohlavní dospělost nastává ve věku tří let.

## Chov v zoo
V zoo patří tento druh ptáka mezi vzácné chovance. V Evropě jej chová jen 15 institucí. Mezi nimi jsou i dvě české: 
- Zoo Ostrava
- Zoo Praha

Do roku 2018 chovala tento druh Zoo Liberec. Zoo Praha navíc vede od roku 2018 i evropskou plemennou knihu (ESB) pro tento druh satyra. Cílem je stabilizace a rozšíření chovu v evropských zoo, stejně jako kontrola genetické čistoty jedinců.

### Chov v Zoo Praha
Chov tohoto druhu byl započat v roce 2015.
Ke konci roku 2018 byl chován jen jeden samec, ale v průběhu roku 2019 došlo k mnoha změnám a doplněním chovu. V dubnu 2019 přišel do Zoo Praha pár těchto ptáků od soukromého chovatele. V říjnu 2019 byl od soukromého chovatele dovezen další samec a dvě samice. Zejména však bylo odchováno první mládě v historii zoo. Ke konci roku 2019 bylo chováno pět jedinců (tři samci a dvě samice).
K vidění je v pavilonu Sečuán v dolní části zoo. 